# Microlicia minima
Microlicia minima är en tvåhjärtbladig växtart som beskrevs av Markgr.. Microlicia minima ingår i släktet Microlicia och familjen Melastomataceae. Utöver nominatformen finns också underarten M. m. aristifera.